# Eilema marwitziana
Eilema marwitziana är en fjärilsart som beskrevs av Embrik Strand 1912. Eilema marwitziana ingår i släktet Eilema och familjen björnspinnare. Inga underarter finns listade i Catalogue of Life.